# Міскій (комуна)
Міскій (рум. Mischii) — комуна у повіті Долж в Румунії. До складу комуни входять такі села (дані про населення за 2002 рік):
- Гогошешть (66 осіб)
- Келінешть (128 осіб)
- Млекенешть (551 особа)
- Моточ (231 особа)
- Міскій (614 осіб)
- Урекешть (272 особи)

Комуна розташована на відстані 177 км на захід від Бухареста, 7 км на північний схід від Крайови.

## Населення
За даними перепису населення 2002 року у комуні проживали 1862 особи.
Національний склад населення комуни:
| Національність | Кількість осіб | Відсоток |
| -------------- | -------------- | -------- |
| румуни         | 1856           | 99,7%    |
| цигани         | 4              | 0,2%     |
| угорці         | 1              | 0,1%     |

Рідною мовою назвали:
| Мова      | Кількість осіб | Відсоток |
| --------- | -------------- | -------- |
| румунська | 1860           | 99,9%    |
| угорська  | 1              | 0,1%     |

Склад населення комуни за віросповіданням:
| Релігія        | Кількість осіб | Відсоток |
| -------------- | -------------- | -------- |
| православні    | 1816           | 97,5%    |
| адвентисти     | 41             | 2,2%     |
| мусульмани     | 2              | 0,1%     |
| римо-католики  | 1              | 0,1%     |
| реформати      | 1              | 0,1%     |
| греко-католики | 1              | 0,1%     |